# 哈比全家福
《哈比全家福》是一部由Ntv7獨家拍攝的賀歲電視電影，由辛偉廉、蔡佩璇、楊雁雁、蔡河立、王淑君及Ntv7全體藝人主演。池家慶執導，並由陳炳豐監製。前集為《媒人幫》。
繼2011年的《媒人幫》獲得高收視後，今次乘勝追擊拍第二部賀歲電視電影，亦取得口碑及收視。此電影於2011年開拍，於2012年1月23日推出，并於2月2日推出DVD。

## 故事大綱
早已對家人的嘮叨而厭倦的楊聰（辛偉廉）已有三年未回家鄉，結婚後決定與妻子李嘉欣（蔡佩璇）回鄉過年，卻發現他的家人全部的古靈精怪。楊洋（李洺中）是個“超齡”宅男，整天只對著電腦，寧願對著網絡聊天也不想面對成家立室的命運；楊梅（林靜苗）是個無所事事的“肥婆”，但也非常疼愛家人，其龍鳳胎弟弟楊過（陳凱旋）瘦弱膽小、懦弱，一直被查楊聰鄙視。一日，楊家上下去了旅行，李嘉欣於儲物房找到一支名為“哈比水”的瓶裝液體，氣味香艷，嘉欣把楊家的全家福噴了噴，相中家人竟然突然出現在眼前，而且性格古怪，與真的家人性格完全相反，楊聰為了掩飾“假家人”的到來，而千方百計掩蓋著，不約而同的保安“泰葉仔”（葉朝明）、富貴表姐表弟（吳天瑜、莊仲唯）、萬家兩兄妹-萬仁迷（蔡河立）和萬金油（楊雁雁）更來到楊家拜年，笑料百出...一天，假的家人消失了，真的家人也隨著回來了，最後，楊聰也體驗到親情的重要，一家人“哈哈比比”地拍了多張“全家福”......

## 外部連結
- 官方Facebook專頁 （页面存档备份，存于）